# Pardalote à sourcils rouges
Pardalotus rubricatus
Espèce
Statut de conservation UICN

 LC  : Préoccupation mineure
Le Pardalote à sourcils rouges (Pardalotus rubricatus) est une espèce de passereaux de la famille des Pardalotidae endémique à l'Australie. C'est la plus grosse espèce du genre Pardalotus.

## Description
Le mâle et la femelle sont identiques : 11 à 12 cm ; dessous blanchâtre, marqué de jaunâtre sur la gorge et les sous-caudales ; dos beige ; ailes et queue noires avec le bord des plumes roux et blanc ; nuque et calotte noires tachetés de blancs ; sourcils jaune orangé et rouges ; iris blanc ; pattes grises ; bec bicolore : mandibule supérieure grise, inférieure couleur chair. Le juvenile possède un plumage similaire à l'adulte mais beaucoup plus terne et les sourcils sont de la même couleur que le dessous du corps : jaune pâle ; iris brun noir.

## Habitat et Distribution
Bois ouverts d'eucalyptus ou/et de mulga en zones arides, souvent le long de cours d'eau ou de lit de rivières assechés.

## Sous-espèces
D'après la classification de référence (version 5.2, 2015) du Congrès ornithologique international, cette espèce est constituée des deux sous-espèces suivantes :
- Pardalotus rubricatus rubricatus : Nord de l'Australie-Méridionale, sud et centre du Territoire du Nord, nord et centre de l'Australie-Occidentale (excepté le centre du Pilbara, l'est du Mid West et le nord du 
Kimberley), Queensland (excepté sud-est et Cap York) et extrême nord-ouest de la Nouvelle-Galles du Sud.
- Pardalotus rubricatus yorkii : Propre à la péninsule du cap York[2].